# Kūtei Dragons
Kūtei Dragons (空挺ドラゴンズ Kūtei Doragonzu?), también conocido como Drifting Dragons, es un manga escrito e ilustrado por Taku Kuwabara. Ha sido serializado en la revista good! Afternoon de Kōdansha desde junio de 2016 y recopilado en catorce volúmenes tankōbon. Una adaptación al anime producida por Polygon Pictures fue emitida en Japón entre el 8 de enero y el 25 de marzo de 2020.

## Sipnosis
El barco con capota "Quinn Zaza" vuela por los cielos del mundo en busca de dragones. Si la tripulación logra pescar uno grande, podrán enriquecerse rápidamente o, al menos, comer todo lo que puedan con carne fresca. Pero si fracasan, el riesgo es la muerte.

## Personajes
Takita (タキタ?)
 Seiyū: Sora Amamiya
Mika (ミカ?)
 Seiyū: Tomoaki Maeno
Jiro (ジロー?)
 Seiyū: Sōma Saitō
Vanabelle (ヴァナベル?)
 Seiyū: Kana Hanazawa
Gibbs (ギブス?)
 Seiyū: Junichi Suwabe
Crocco (クロッコ?)
 Seiyū: Tomokazu Seki
Niko (ニコ?)
 Seiyū: Takahiro Sakurai
Berko (バーコ?)
 Seiyū: Kōsuke Toriumi
Capella (カペラ?)
 Seiyū: Rie Kugimiya
Gaga (ガガ?)
 Seiyū: Kentarō Kumagai
Faye (フェイ?)
 Seiyū: Makoto Furukawa
Badakin (バダキン?)
 Seiyū: Takashi Matsuyama
Oken (オーケン?)
 Seiyū: Shunsuke Takeuchi
Soroya (ソラヤ?)
 Seiyū: Yūto Uemura
Mayne (メイン?)
 Seiyū: Chinatsu Akasaki
Hiro (ヒーロ?)
 Seiyū: Junya Enoki
Yoshi (ヨシ?)
 Seiyū: Kazuhiko Inoue
Lee (リー?)
 Seiyū: Hiroo Sasaki

## Contenido de la obra

### Manga
| N.º | Fecha de lanzamiento    | ISBN original          |
| --- | ----------------------- | ---------------------- |
| 1   | 7 de noviembre de 2016  | ISBN 978-4-06-388204-9 |
| 2   | 1 de mayo de 2017       | ISBN 978-4-06-388255-1 |
| 3   | 7 de noviembre de 2017  | ISBN 978-4-06-510319-7 |
| 4   | 7 de mayo de 2018       | ISBN 978-4-06-511461-2 |
| 5   | 7 de noviembre de 2018  | ISBN 978-4-06-513454-2 |
| 6   | 7 de mayo de 2019       | ISBN 978-4-06-515527-1 |
| 7   | 7 de noviembre de 2019  | ISBN 978-4-06-517587-3 |
| 8   | 6 de marzo de 2020      | ISBN 978-4-06-518878-1 |
| 9   | 7 de septiembre de 2020 | ISBN 978-4-06-520746-8 |
| 10  | 5 de marzo de 2021      | ISBN 978-4-06-522496-0 |
| 11  | 5 de agosto de 2021     | ISBN 978-4-06-524377-0 |
| 12  | agosto de 2022          | ISBN 978-1-64-651569-1 |

### Anime
El 15 de marzo de 2019 se anunció una adaptación al anime. La serie es animada por Polygon Pictures y dirigida por Tadahiro Yoshihira, con guion de Makoto Uezu, diseño de personajes por Kyoko Kotani y la composición de la música por Masaru Yokoyama. Yoh Kamiyama interpreta el tema de apertura «Gunjō», mientras que Akai Ko-en el tema de cierre «Zettai Reido». Fue estrenada en el 8 de enero de 2020 en el bloque de programación +Ultra de Fuji TV y otros canales. También se transmitirá de manera exclusiva en Netflix.